# Mount Morrison, Enderby Land
Mount Morrison är ett berg i Antarktis. Det ligger i Östantarktis. Australien gör anspråk på området. Toppen på Mount Morrison är 926 meter över havet.
Terrängen runt Mount Morrison är platt åt nordost, men åt sydväst är den kuperad. Trakten är obefolkad. Det finns inga samhällen i närheten. 